# Crista sacralis mediana
A keresztcsont (os sacrum) facies dorsalis ossis sacri-ának a közép vonalánál található taraj a crista sacralis mediana. Van rajta három vagy négy dudor, ami a feljebb lévő hármas és négyes keresztcsonti csigolya kezdetleges processus spinosus vertebrae-ja. (Pontos kép nem áll rendelkezésre)